# Марченегла
Марченегла (итал. Marcenigla) је насељено место у Истарској жупанији, Република Хрватска. Административно је у саставу Града Бузета.

## Географија
Насеље се налази 3 км југоситочно од Врха на надмоској висини од 228 метара. Налази се на јужном рубу висоравни изнад Рачишког потока и језера Бутониге.
Становници се претежно баве пољопривредом.

## Историја
Први пут се помиње 1102. као Марченига у даровници кнеза Урлиха II. аквилекјском патријарху, а току XIII и XIV века постепено је прешла у власт феудалаца Пазинске кнежије. Године 1435. дошла је у посед Венеције. Страдала је у Ускочком рату 1615.
На брду изнад насеља налази се црквица Свете Јелене Крижарице с краја XVIII. и почетком XIX. века. У њој је дрвени барокни олтат, с киповима Св. Јелене, Св. Луције и Св. Агате. На гробљу је црлва Светог Петра, у којој су два рустична олтара месне производње, од којих један има кожни антепендиј(прекривач за олтар). У подножју крстионице у сркви се налази глагољски натпис из 1557. У јужној готској капели налазе се остаци зидних слика.

## Становништво
Према задњем попису становништва из 2001. године у насељу Марченегла живело је 111 становника који су живели у 24 породична домаћинства.
Кретање броја становника по пописима 1857—2001.
| година пописа  | 1857. | 1869. | 1880. | 1890. | 1900. | 1910. | 1921. | 1931. | 1948. | 1953. | 1961. | 1971. | 1981. | 1991. | 2001. | 2011. |
| бр. становника | 142   | 154   | 136   | 158   | 153   | 181   | 0     | 288   | 169   | 173   | 139   | 127   | 110   | 102   | 111   | 100   |

Напомена:У 1921. подаци су садржани у насељу Врх. У 1857, 1869. и 1931. садржи податке за насеље Негнар, а у 1880. део података. До 1981. исказивано под именом Марченигла.